# Shining Tor
Shining Tor est un sommet du Royaume-Uni culminant à 559 mètres d'altitude dans la chaîne des Pennines, à la frontière entre les comtés du Cheshire, dont il est le point culminant, et du Derbyshire, en Angleterre. Il fait partie du parc national de Peak District. Il peut être facilement gravi en randonnée pédestre.

## Toponymie
Shining, en anglais, signifie « brillant, éclatant ». Un tor est une formation géologique composée d'un empilement de rochers.

## Géographie
Shining Tor est situé en Angleterre, au Royaume-Uni, entre l'autorité unitaire de Cheshire East dans le comté du Cheshire, à l'ouest, et le district non métropolitain de High Peak dans le comté du Derbyshire, à l'est. Il se trouve à 6 kilomètres à l'ouest de Buxton et près de 8 kilomètres à l'est de Macclesfield, tandis que Manchester est à 28 kilomètres au nord-ouest. Le sommet s'élève à 559 mètres d'altitude,, ce qui en fait le point culminant du Cheshire. Sa hauteur de culminance par rapport à Brown Knoll, à moins de 15 kilomètres au nord-est, est de 236 mètres, ce qui en fait un marilyn. Il fait partie du Peak District, dans la chaîne des Pennines. Les versants nord-ouest et nord-est alimentent la rivière Goyt (en), qui fait partie du bassin du fleuve Mersey, alors que les versants sud-ouest et sud-est donnent naissance au Clough Brook, qui se jette dans la rivière Dane (en), un affluent de la Weaver (en), qui a été détournée directement vers l'estuaire de la Mersey. La vue porte jusqu'au massif de Snowdonia, à 140 kilomètres à l'ouest.
La crête de Shining Tor est composée de meulière de Chatsworth, un épais grès du Silésien répandu dans le Peak District. Les strates selon une pente modérée vers l'est selon un pli synclinal nord-sud. Le sommet est probablement resté au-dessus de la calotte glaciaire au cours de la dernière glaciation ; il est dénué de dépôts glaciaires. Son versant oriental et certaines parties du versant occidental sont couverts d'une épaisse couche de tourbe.

## Histoire
Shining Tor a été le site de trois accidents aériens durant la Seconde Guerre mondiale : un Airspeed Oxford MkI de la Royal Air Force, le 12 mars 1944, tuant ses trois occupants, dont un pilote de l'Aviation royale canadienne ; un Noorduyn UC-64A de l'US Air Forces, le 29 septembre de la même année, le pilote survivant au crash ; enfin, un North American Harvard MkIIB de la Royal Air Force le 30 novembre, le pilote tchèque étant tué.

## Activités

### Randonnée et ascension
L'ascension peut être réalisée par le versant est, l'arête nord ou le versant ouest. La plus populaire est probablement celle partant du réservoir Errwood et qui remonte vers le sud-sud-ouest en direction du col au sud-est du sommet, avant de grimper ce dernier. Le retour peut se faire en direction de Cats Tor, avec une possibilité de quitter l'arête nord pour rejoindre directement Errwood Hall, soit en prolongeant jusqu'à la route.

### Protection environnementale
Shining Tor est protégé depuis 1951 au sein du parc national de Peak District qui couvre une superficie de 1 438 km2. En outre, il est inclus dans le site d'intérêt scientifique particulier de Goyt Valley qui s'étend sur 1 333 hectares. Il fait partie de la zone spéciale de conservation de Peak District Moors, dont la première phase s'étend sur 45 300 hectares, et devrait à terme se confondre avec la zone de protection spéciale de South Pennine Moors qui couvre 65 025 hectares.